# Cathy Rogers
 (décembre 2013).
Pour la personnalité politique canadienne, voir Cathy Rogers (femme politique).
Cathy Rogers (née le 28 mai 1968, Lancashire, Royaume-Uni) est une productrice et présentatrice  de la télévision britannique. Elle a aussi un certain succès en tant que musicienne.
Après avoir étudié la médecine à l'Université d'Oxford, en sortant avec une maîtrise en Politique de Santé, Rogers rejoignit la BBC en tant que productrice dans les années 90, se spécialisant dans les documentaires scientifiques, dont des travaux sur la série Horizon. En 1995 elle travailla pour la compagnie de production indépendante RDF Media, et a par la suite conçu et produit le programme de Channel 4 Scrapheap Challenge (connus sous le nom de Junkyard Wars en Amérique du Nord), et apparaissant aussi comme coprésentatrice de la deuxième saison. Elle a aussi produit et présenté le programme jumeaux, Full Metal Challenge. 
En 2001 elle a eu le statut de Directeur créatif au nouveau centre de la RDF Media à Los Angeles, où elle a supervisé les activités de la compagnie aux États-Unis, dont les versions américaines de Faking It et Wife Swap. 
Cathy Rogers a aussi eu du succès comme musicienne, chantant et jouant du piano pour les groupes indie pops Heavenly et Marine Research.
Cathy tient dorénavant une oliveraie à Loro Piceno en Italie, connue pour son programme d'adoption d'oliviers[pertinence contestée].